# Jacob Groth
Jacob Groth-Andersen, född 1951 i Köpenhamn, Danmark, är en dansk kompositör.

## Filmmusik i urval
- 1991 – Fasadklättraren
- 1992 – Svart Lucia
- 1993 – Den gråtande ministern (TV-serie)
- 1993 – Den korsikanske biskopen (TV-serie)
- 1994 – Kan du vissla Johanna?
- 1994 – Pumans dotter
- 2000 – Mordkommissionen
- 2000 – Street Love
- 2003 – Krönikan
- 2003 – Skagerrak
- 2004 – Hip Hip Hora!
- 2009 – Män som hatar kvinnor